# Abu Saíd Bahador Jan
Abu Saíd Bahador Jan  (2 de junio de 1305 - 1 de diciembre de 1335) fue el noveno gobernante del Ilkanato, división del imperio mongol en Persia. Hijo y sucesor de Öljeitü, recibió por su valentía el título mongol de baghatur (Баатар en mongol moderno, «héroe») al repeler una invasión de Jorasán por la Horda de Oro y vencer una rebelión karaí. 
Habiendo ocupado el puesto de su padre de 1316 a 1335, Abu Saíd mantuvo una cruenta rivalidad con su yerno el emir Chupán, gobernador de facto del imperio, por la mano de su hija Bagdad Jatún. Murió sin embargo sin hijos, y el Ilkanato se fragmentó rápidamente en territorios regidos por distintos poderes mongoles, turcos y persas.
| Predecesor: Öljeitü | Gobernante del Ilkanato 1316 - 1335 | Sucesor: División del Ilkanato |